# 聯校運動中心
聯校運動中心（英語：Joint Sports Centre）位於香港九龍塘聯福道36號，毗鄰香港浸會大學逸夫校園，由香港城市大學、香港浸會大學及香港理工大學共同管理及使用，日常營運和維修由浸會大學負責。

## 歷史
聯校運動中心是「大學教育資助委員會」撥款興建，於1995年啟用。

## 設施
- 網球場4個
- 草地足球場1個
- 400米全天候跑道
- 多用途球場（籃球/ 排球/ 手球/ 五人足球）
- 高爾夫球練習場[3]

## 外部連結
- 聯校運動中心
- 聯校運動中心的Facebook專頁